# Giovanni Benelli
Giovanni Benelli (Poggiole de Vernio, 12 de maig de 1921 – Florència, 26 de d'octubre de 1982) va ser un cardenal italià diplomàtic de la Santa Seu, estudiant de Giovanni Battista Montini a la Secretaria d'Estat, de la qual era llavors substitut, i l'arquebisbe de Florència.
Va ser "gran elector" d'Albino Luciani en el conclave d'agost de 1978 i un dels papabili a l'elecció del tron papal en el conclave del mes d'octubre del mateix any.

## Biografia
Giovanni Benelli va néixer a Vernio, a la província de Prato (Toscana), fill de Luigi Benelli i Maria Simoni, sent el petit dels cinc fills de la parella. Va ser batejat el dia després de néixer. El seu oncle Guido era un reverenciat frare franciscà. Benelli ingressà al seminari de Pistoia el 1931, i posteriorment estudià a la Pontifícia Universitat Gregoriana i a l'Acadèmia Pontifícia Eclesiàstica, totes dues a Roma. Va rebre la tonsura el 23 de desembre de 1939, sent ordenat prevere el 31 d'octubre de 1943, de mans del bisbe Giuseppe Debernardi. Amb només 22 anys, en no haver assolit encara l'edat canònica per rebre l'ordenació episcopal, va requerir d'una dispensa especial. Benelli va finalitzar els seus estudis a la Universitat Gregoriana el 1947, i realitzà ministeri pastoral a Roma fins al 1950.
Les seves habilitats van cridar l'atenció de l'Església, i aviat es convertí en membre de la Cúria Pontifícia. Nomenat secretari privat de Giovanni Battista Montini l'1 d'agost de 1947, va ser promogut al rang de monsenyor el 16 de juliol de 1950. Va exercir com a secretari a les nunciatures d'Irlanda (1950-53) i França (1953-60). Posteriorment va ser nomenat auditor de la nunciatura de Brasil (1960-62), conseller a la nunciatura a Espanya (1962-65) i observador permanent de la Santa Seu davant la UNESCO (1965-66).
En 1966 va ser nomenat pel Papa Pau VI pro-nunci apostòlic a Senegal per tal d'entaular un diàleg que va veure involucrat el catolicisme, l'islamisme i l'animisme. L'any següent va ser nomenat Suplent per a la Secretaria d'Estat.
A l'abril de 2013, WikiLeaks va publicar un cable de l'Arxiu i Registre de l'Administració Nacional (NARA) de 18 d'octubre 1973 relativa a una conversa entre el secretari d'Estat nord-americà Henry Kissinger i el substitut de la Secretària d'Estat del Vaticà Benelli, enviat a Washington des de l'ambaixada dels Estats Units a la Santa Seu. En aquest document de només cinc setmanes després del cop d'Estat a Xile que va enderrocar al govern del socialista Salvador Allende, Benelli titllava de «propaganda comunista» la gravetat de les matances i abusos del general Augusto Pinochet, malgrat les matances perpetrades pels militars i els cinc mil dissidents que van acabar a la presó.
El 1977 Benelli va ser nomenat arquebisbe metropolità de Florència.
Quan el Papa Pau VI va morir (6 d'agost de 1978), Benelli, tot i que controlava cinquanta "grans electors" va ser rebutjat per la part progressista de l'Església, mentre que els cardenals conservadors semblaven inclinar-se cap a l'arquebisbe de Gènova Giuseppe Siri. Es proposà, doncs, com una mediació entre els bàndols, la candidatura d'Albino Luciani, patriarca de Venècia, que va ser triat Papa en el quart escrutini.
Amb la mort prematura - després de només 33 dies - del nou Papa, que havia assumit el nom de Joan Pau I, Benelli va entrar al conclave entre els "candidats elegibles", però, un cop més, en marcat contrast amb Siri. Segons el periodista Sebastiano Messina, en la primera votació els dos costats oposats substancialment haurien quedat empatats, amb una trentena de vots per a cadascun. Durant els escrutinis subsegüents, els dos candidats s'haurien aprovat la majoria de vots al seu torn, sense que, no obstant això, arribés als dos terços necessaris per a l'elecció. El bloqueig va afavorir la formació de la candidatura de mediació i, després, a l'elecció del polonès Karol Wojtyła, qui ascendí al tron papal amb el nom de Joan Pau II.
Benelli va continuar la seva activitat com a arquebisbe de Florència, on va morir el 26 d'octubre de 1982 després d'un atac de cor. Al començament del seu ministeri episcopal, el clergat florentí el va acollir amb una mica de fredor donades les seves posicions anteriors en la diplomàcia. Ell mateix va reconèixer que «va aprendre a ser bisbe a Florència». Un home que va ser decisiu en les seves eleccions, a poc a poc va ser molt aficionat al clergat tant que encara es recorda avui com un bisbe que era "veritable pastor", fins i tot que consumí físicament tota la seva vida en el treball pastoral. Entre totes les activitats del seu ministeri, la seva visita pastoral encara es recorda com un exemple de sol·licitud paterna, un ante-litteram exemple d'una "església sortint". Va ser precisament el gran compromís de la visita pastoral que probablement el va portar a esgotar el cor. Durant el breu període florentí va tenir l'oportunitat de consagrar l'església de l'Ascensió de Nostre Senyor Jesucrist. Benelli va ser sepultat a la catedral de Florència.

## Honors
Gran Creu de Cavaller de l'orde al Mèrit de la República Italiana - 22 de setembre de 1972
 Gran Creu de l'orde d'Isabel la Catòlica